# أسترودوم
أسترودوم (بالإنجليزية: Astrodome)‏ ويعرف أيضاً بأسترودوم هوستن (بالإنجليزية: Houston Astrodome)‏ هي ستاد كان موجود في مدينة هيوستن في الولايات المتحدة متعددة الأغراض، كانت تلعب فيه عدة رياضات مثل كرة القدم الأمريكية وكرة القاعدة وكرة السلة وكرة القدم ومباريات المصارعة المحترفة وتقام فيه أيضاً الحفلات الغنائية، تم إنشائه في سنة 1965 وإغلاقه في سنة 2012.